# 黒井達矢
黒井 達矢（くろい たつや、1988年8月8日 - ）は、埼玉県戸田市出身の競艇選手。登録番号4528。身長168cm。血液型B型。103期。埼玉支部所属。同期に深谷知博、古澤光紀、北山康介らがいる。

## 来歴
- やまと競艇学校時代、リーグ戦勝率5.42（準優出6　優出2）の成績を残した。
- 2008年11月15日、戸田競艇場でデビュー（6着）。
- 2009年2月7日、桐生競艇場での「第3回上毛風神杯」初日1Rで初勝利（30走目）。
- 2010年2月2日、戸田競艇場での「第41回報知新聞社杯」で初優出（6着）[2]。
- 2011年1月25日、宮島競艇場での「G1共同通信社杯 第25回新鋭王座決定戦競走」にG1初出場。
- 2012年8月26日、徳山競艇場での「日刊スポーツ杯　スーパールーキープレミアCUP」で初優勝（優出12回目）。